# گارون، انگلسی
گارون (به انگلیسی: Gaerwen) یک روستا در بریتانیا است که در انگلسی واقع شده‌است. گارون ۱٬۵۵۱ نفر جمعیت دارد.